# Sitar
El sitar (urdu:ستار, hindi: सितार, bengalí: সেতার, persa: سی‌تار ) es un instrumento musical tradicional de la India y Pakistán, de cuerda pulsada originario de la India semejante a la guitarra, el laúd o el banyo pero con el mástil más grande. Se identifica por su sonido metalizado y sus glissandos.
El sitar es un instrumento versátil con sonido delicado y brillante, apropiado para expresar el lento desarrollo de los ragas, así como para servir a la interpretación virtuosa.

## Partes y construcción
El sitar es algo más pequeño que el antiguo saraswati vina, otro de los instrumentos de cuerda más importantes de la India. Esta fabricado con una madera muy dura de teca y está compuesto por una caja de resonancia originariamente hecha a partir de una calabaza curada (especialmente, se usa la especie Lagenaria siceraria).
El mástil recto lleva un diapasón hueco, mucho más ancho que el de la guitarra, con entre 16 y 20 trastes móviles de latón o plata, de curva suave, que son colocados por el instrumentista para temperar la escala que dichos trastes producen. Según el raga que vaya a interpretar, el instrumentista afinara de distinto modo las cuerdas de simpatía. Otro cuerpo de resonancia más pequeño aparece a veces debajo del extremo del mástil. Tiene siete cuerdas de acero y latón, cuatro para la melodía y tres que proporcionan el acompañamiento armónico y rítmico. Se pulsan con una púa o mizrab. Un juego de 11 a 19 cuerdas afinables de acero que vibran por simpatía añaden cuerpo y textura al sonido con su resonancia, aunque en ocasiones son pulsadas con el meñique, producen la peculiar cascada de notas característica de la música hindú. El sitar puede cubrir 4 octavas y posee una amplia gama de colores tonales.

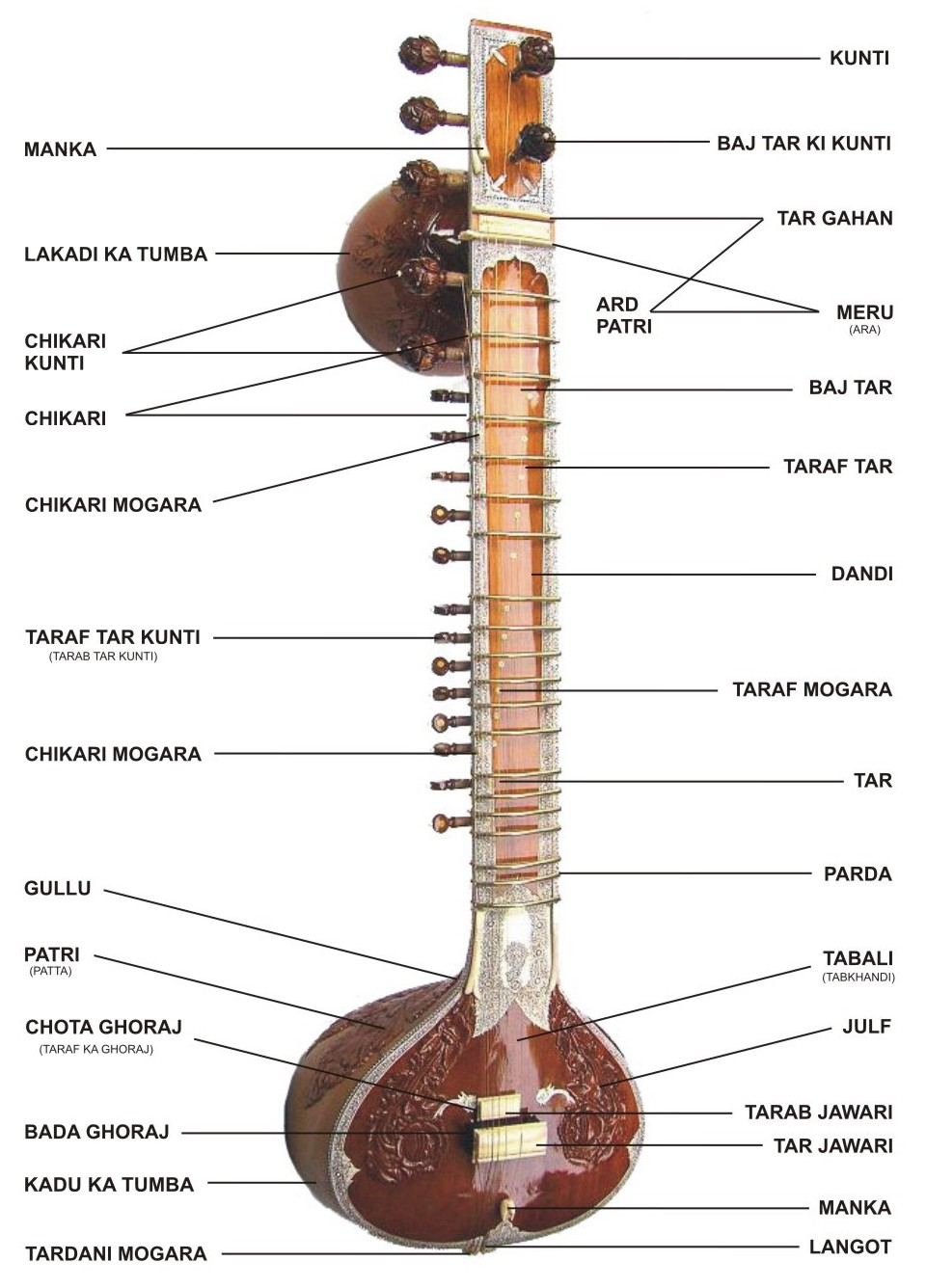
Anatomía de un sitar

Algunos sitares cuentan con otra caja de resonancia más pequeña, también de calabaza, situada debajo del extremo superior del mástil. Actualmente, muchos de ellos tienen la segunda calabaza fabricada en madera torneada, imitando a la susodicha hortaliza. Como adhesivo, se suelen utilizar las tradicionales colas basadas en mucílagos de plantas (de la familia de la chirimoya) o bien de luthier (basadas en pescados, huesos, etc.), todo ello reforzado con clavos confeccionados a partir de astillas de caña.

## Historia
Se cree que fue introducido en India desde Persia durante el período mogol (a lo largo de la franja de la antigua Persia abundan instrumentos de nombre y diseño muy relacionados con el actual sitar: sehtar, etc.). Otros musicólogos atribuyen su invención a Amir Jusru, importante músico cortesano musulmán del siglo XIII. Pertenece a la familia de los laúdes. Mantiene su forma actual desde hace aproximadamente 700 años. Este instrumento ha tenido un gran desarrollo en la música clásica del Norte de la India. Su nombre tiende a confundirse con el de la cítara, que no es un instrumento sino en realidad una familia de instrumentos con características diferentes a las del sitar. El sitar es un instrumento versátil con sonido delicado y brillante, apropiado para expresar el desarrollo lento y lírico de los ragas así como para servir a la interpretación virtuosa, además pueden ser pulsadas, percutidas, frotadas.

## Música popular
La primera canción occidental que contiene sitar es «Norwegian Wood», canción del grupo The Beatles en la que lo tocaba el guitarrista George Harrison, quien también lo usaría posteriormente en las canciones «Love You To» y «Within You Without You».
Otra famosa participación del sitar en la música occidental es en el famoso riff de la canción «Paint It, Black» de The Rolling Stones, compuesto y ejecutado por Brian Jones.
La banda argentina Babasónicos utiliza el sitar en el tema «El Loco» incluido en el disco Jessico. Es ejecutado en vivo por el músico Carca.
La banda sonora de los mundos 7 y 8 en Super Mario 64 tiene una entrada de 6 segundos tocada con este instrumento.
La banda sonora de Genshin Impact, particularmente en la región de Sumeru, incluye diversas canciones y melodías de fondo interpretadas con este instrumento.

## Intérpretes del instrumento
- Anoushka Shankar
- Ariel Ameijenda
- Brian Jones
- Carca
- George Harrison
- Gualberto García
- Ravi Shankar
- Robbie van Leeuwen
- Luis Paniagua